# SAM RE-Volt
SAM RE-Volt – trójkołowy mikrosamochód o napędzie elektrycznym.

## Historia

### Cree SAM
Trójkołowy mikrosamochód Cree SAM został zaprojektowany w latach 90. XX wieku przez szwajcarską firmę Cree Ltd. Przedsiębiorstwo to od 2001 roku wyprodukowało niewielką serię samochodów Cree SAM, jednak ze względu na wady konstrukcyjne pojazdu oraz wysoką cenę auta zawiesiło jego sprzedaż.
W 2004 roku spółka Cree Ltd. popadła w tarapaty finansowe i zakończyła działalność. W jej miejsce została powołana spółka SAM Cree AG, która od 2007 roku współpracuje z polskim przedsiębiorstwem Impact Automotive Technologies Sp. z o.o.
W wyniku współpracy polsko-szwajcarskiej stworzono zmodernizowaną wersję trójkołowca Cree SAM Evolution II. Miał on być produkowany od 2008 roku w fabryce Impact Automotive Technologies w Pruszkowie. Data premiery została jednak przesunięta na 2009 rok.

### SAM RE-Volt
W 2009 roku rozpoczęto montaż pierwszych egzemplarzy zmodernizowanej wersji pojazdu, które trafiły na rynek szwajcarski pod marką SAM RE-Volt. W październiku 2009 roku odbyła się premiera samochodu na rynku polskim.

## Produkcja
Do 2004 roku wyprodukowano około 100 sztuk pierwszej generacji Cree SAM. Większość z nich została sprzedana na terenie Szwajcarii w kantonach Bazylei i Zurichu.
W 2009 roku produkcja samochodu SAM RE-Volt została wdrożona w zakładzie Impact Automotive Technologies w Pruszkowie. W ciągu roku taśmę montażową ma opuszczać około 5000 pojazdów. Cena samochodu wynosi ponad 60 tysięcy złotych.
Głównymi rynkami zbytu są Szwajcaria i Niemcy, w drugiej kolejności Francja i Włochy.